# Richard Baltzer
 (mai 2023).
Si vous disposez d'ouvrages ou d'articles de référence ou si vous connaissez des sites web de qualité traitant du thème abordé ici, merci de compléter l'article en donnant les références utiles à sa vérifiabilité et en les liant à la section « Notes et références ».
Richard Baltzer est un Generalleutnant allemand qui a servi au sein de la Heer dans la Wehrmacht pendant la Seconde Guerre mondiale.

## Biographie
Il passe son enfance à Dantzig et l'école secondaire à Schwetz. Il obtient un diplôme de fin d'études.
Le 6 avril 1904 il rejoint la marine impériale et du 1er avril 1905 au 18 juin 1906, il rejoint le 1er régiment d'artillerie de campagne et est promu lieutenant le 15 février 1905. Durant la Première Guerre mondiale en juillet 1914 il rejoint le 86e régiment de fusiliers (de). Le 18 juin, 1915 il est promu au grade de capitaine et dirige une batterie d'artillerie. Le 24 novembre 1916, il travaille à l'état-major général du Gouvernement de Namur.  
Le 1er décembre 1919 il est promu au grade de major de police. Dans la police de sécurité, il dirige la division ouest de Berlin. De 1920 à 1922 il dirige le département de la police à Berlin. Du 5 mars 1922 au 20 mars 1933 il est commandant de la police dans le quartier du gouvernement à Berlin. Le 21 mars 1933 il est promu lieutenant-colonel.
Quelques semaines après l'arrivée au pouvoir des nazis au printemps 1933 il est nommé par le ministre de l'Intérieur Hermann Göring commandant de la police de Berlin. Avec Magnus von Levetzow, Rudolf Diels et Walther Wecke (de) l'un des quatre principaux commandant de la police dans la capitale. Le 21 juin 1934 il démissionne.
Après sa retraite de la police nationale il retourne dans l'armée. Il travaille au siège de la 26e Division d'infanterie à Cologne du 6 mars au 31 mai 1936. Du 1er juin 1936 au 28 février 1938 il commande le 25e régiment d'infanterie. Le 16 mars 1936 il est promu major général. Au début de la Seconde Guerre mondiale il commande la 217e division d'infanterie. Le 31 janvier 1942 il reçoit la Croix de fer allemande. En 1943 il prend la tête de la 156e division de Réserve. Du 25 mars 1944 au 10 mai 1945 il commande la 182e division de réserve.
Il est arrêté à Prague le 8 mai 1945 et le 10 mai 1945 il est tué dans des circonstances inexpliquées.